# زهرة إسماعيلي
زهرة إسماعيلي (من مواليد 1 يوليو 1985 في كابول) عارضة أزياء ومصممة ومؤلفة أفغانية ألمانية. تعيش في برلين في ألمانيا. قيل إنها عارضة الأزياء العالمية الوحيدة من أفغانستان في عام 2014.

## نشأتها
ولدت زهرة إسماعيل وترعرع في كابول كأصغر الأطفال السبعة. توفيت والدتها، التي كانت زوجة والدها الثانية، في حادث سير. ترعرعت من قبل زوجة والدها الأولى ولديها أربعة أشقاء وشقيقتين. مثل أخواتها، كفتاة، لم تتمكن من الالتحاق بمدرسة عامة، لكن بعد مرافقتها مع والدها وافق على أنه يمكن تعليمها من قبل مدرسين خاصين في المنزل.

## الهروب من أفغانستان
عندما كان إسماعيل يبلغ من العمر ثلاثة عشر عامًا، باع والديها جميع ممتلكاتهم وقرروا مغادرة أفغانستان هربًا من الحرب ونظام طالبان. غادر والدها كابول مع ثلاثة من أطفاله وزوجته الثانية في شاحنة. لقد دفعوا لعصابة روسية تقوم بتهريب عصابة لإحضارهم إلى ألمانيا للانضمام إلى إخوتها الذين يعيشون هناك بالفعل. بعد رحلة صعبة طولها 10000 كيلومتر على مدار ستة أشهر عبر إيران وكازاخستان وروسيا وأوكرانيا وجمهورية التشيك، عبروا الحدود في عام 1999 إلى بافاريا. خلال الرحلة الخطيرة مع الشتاء الطويل يمشي عبر الغابة، وركوب الخيل مخبأة في عربات القطار، كادت زهرة أن تغرق عند عبور نهر حدودي في سلوفاكيا. تعرضوا للسجن لعدة أيام في أوكرانيا حيث أصيبت بمرض خطير بسبب سوء التغذية والظروف الصحية السيئة. بعد وصولها إلى ألمانيا، بقيت الأسرة أولاً في بيوت سكن طالبي اللجوء الثلاثة في دارمشتات وشوالباخ وكالدن قبل انتقالهم إلى شقتهم في فيلمار بالقرب من كاسل.

## روابط خارجية
- الموقع الرسمي

- Save Society
- Culture Coaches
- Express Dress نسخة محفوظة 25 ديسمبر 2018 على موقع واي باك مشين.